# Shannon Moore
Shannon Brian Moore (nascido em 27 de Julho de 1979)  é um lutador de wrestling profissional estadunidense, que trabalhava para a WWE no programa SmackDown. Moore foi o parceiro de Jimmy Wang Yang em lutas de duplas. Foi demitido da WWE em agosto.
Atualmente está em contrato com a Total Nonstop Action Wrestling

## Carreira no wrestling

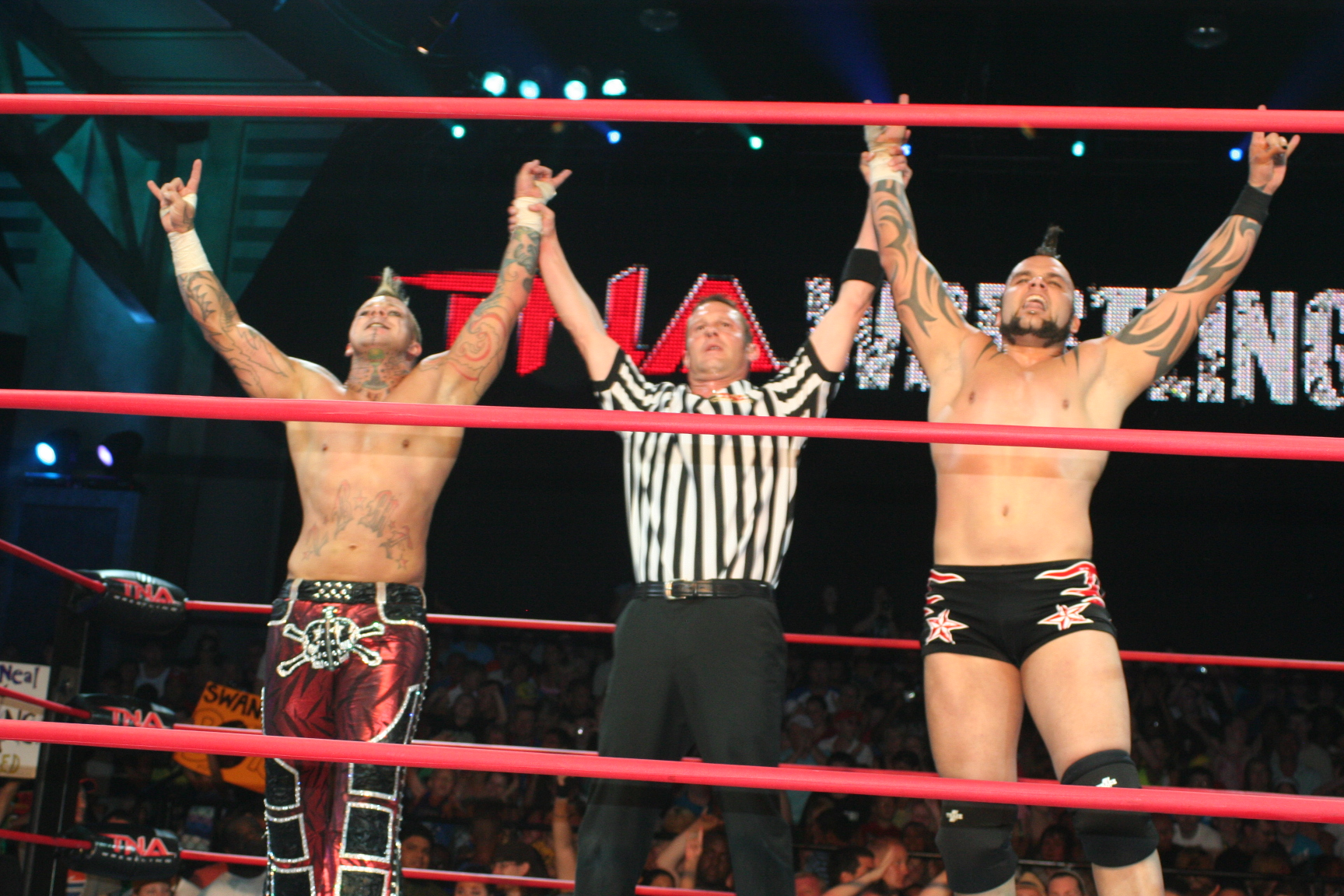
Na foto os lutadores, Shannon Moore e Jesse Neal, popularmente conhecidos como "Ink Inc" no TNA Impact! gravando

Moore começou a lutar em 1995, mas só em 1999 ele lutou em uma grande empresa de wrestling: WCW, onde ficou até 2001. Trabalhou na World Wrestling Federation e na WWE, até 2005, quando resolveu lutar em um circuito independente. Ficou de 2005 a 2006 na Total Nonstop Action Wrestling, mas regressou à WWE em 2006, lutando agora na ECW,onde ficara até o fim de 2007, transferindo-se para a SmackDown, onde ficou, até ser demitido, em 8 de Agosto de 2008.

### Total Nonstop Action Wrestling (2010)
Em 4 de janeiro de 2010, Moore fez o seu regresso à TNA, no programa especial que marcava o primeiro iMPACT exibido na segunda-feira , comemorando nos bastidores com Jeff Hardy, depois de Hardy também fazer o seu retorno para a empresa. Após o seu retorno à empresa, Moore formou uma dupla com Jesse Neal, conhecida por Ink, Inc..

## No wrestling
- Finishing moves

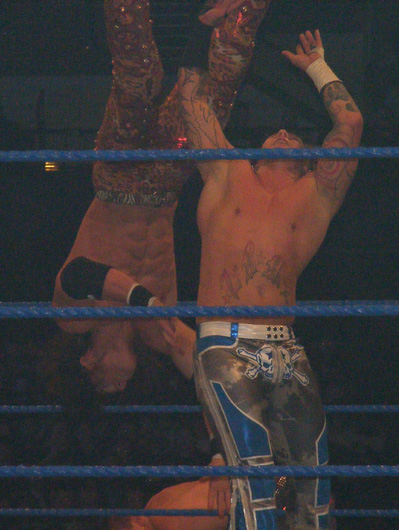
Moore performing a back body drop on John Morrison.

  - Bottoms Up (Leg drop bulldog, sometimes from the top rope or while springboarding) – WCW
  - Halo (Corkscrew senton, sometimes onto a standing opponent)
  - Mooregasm (Diving or a running somersault neckbreaker)
- Signature moves
  - Atomic drop
  - Dropkick, sometimes while springboarding
  - Sleeper slam – WCW
  - Enzuigiri
  - Moonsault, sometimes to the outside
  - Multiple hurricanrana variations
    - Diving
    - Springboard
    - Standing

  - Multiple leg drop variations
    - Diving
    - Springboard
    - Standing

  - Multiple suplex variations
    - Belly to back
    - Exploder – TNA
    - Northern lights[1]
    - Snap

  - No-handed over the top rope suicide dive
  - Somersault plancha
  - Spinning heel kick
  - Springboard diving crossbody[1]
  - Sunset flip
  - Superkick
  - Standing or a swinging neckbreaker
- With Shane Helms
  - Count Down[2] (Samoan drop (Moore) / Nightmare on Helms Street (Helms) combination)

- Managers
  - Tank Abbott[2]
  - Matt Hardy Version 1.0
  - Helena Heavenly[1]
  - Brandi Richardson[3]
- Nicknames
  - "The Prince of Punk"
  - "The Reject"[4]
  - "Sensational"
- Theme music
  - "Shannon Moore" by James A. Johnston (2003-2004)[5]
  - "I'll Do Anything" by Ronn L Chick, Dennis Winslow & Robert J. Walsh (2006-2008)[6]

## Curiosidades
- Moore é somente lutador profissional
- Foi membro dos 3-Count
- Ganhou o título de WCW Hardcore Championship, sendo membro dos 3-Count.
- Possui uma banda com Jeff Hardy.

## Títulos
- Heartland Wrestling Association
  - HWA Cruiserweight Championship (2 vezes)
  - HWA Tag Team Championship (1 vez) - com Evan Karagias
- National Championship Wrestling
  - NCW Heavyweight Championship (1 vez)
  - NCW Light Heavyweight Championship (1 vez)
  - NWA Wildside Tag Team Championship (1 vez) - com Shane Helms
- Organization of Modern Extreme Grappling Arts
  - OMEGA Light Heavyweight Championship (2 vezes) (Primeiro)
  - OMEGA New Frontiers Championship (1 vez)
- Southern Championship Wrestling
  - SCW Light Heavyweight Championship (1 vez)
- World Championship Wrestling
  - WCW Hardcore Championship (1 vez) Como membro do 3-Count
- World Stars of Wrestling
  - WSW World Championship (1 vez, ) (Primeiro)
- Outros títulos
  - ACW Light Heavyweight Championship (1 vez)
  - NFWA Heavyweight Championship (1 vez)